# Prionurus laticlavius
Espèce
Synonymes
- Naseus laticlavius Valenciennes, 1846

Statut de conservation UICN

 LC  : Préoccupation mineure
Le Chirurgien des Galápagos ou Chirurgien barbier (Prionurus laticlavius) est une espèce de poisson osseux de la famille des Acanthuridés.